# حوزه علمیه رضویه شیراز
حوزه علمیه رضویه شیراز در حال حاضر بزرگ‌ترین حوزه علمیه جنوب کشور می‌باشد  که با داشتن مساحتی برابر با ۲۸۰۰ متر مربع، گنجایش ۲۰۰ طلبه را دارد.این مدرسه زیر نظر سید علی اصغر دستغیب اداره می‌شود.

## تاریخچه
این حوزه در سال ۱۳۶۱ توسط سید علی اصغر دستغیب تأسیس شد. با ایجاد خوابگاه و کلاس‌های آموزشی در یکی از امام زاده‌های شیراز به نام شاه قیس، فعالیت‌های این حوزه در این مکان ادامه پیدا کرد. تا اینکه در سال ۱۳۸۹ ساختمان جدیدی برای گسترش فعالیت‌های این حوزه تأسیس گردید که از امکانات مناسبی برخوردار است

## امکانات
امکانات این حوزه عبارت است از:
- خوابگاه
- کلاس‌های درس
- کتابخانه
- سالن مطالعه
- امور اداری
- نمازخانه
- سالن همایش
- سلف سرویس
- سالن ورزشی[۲]

## برنامه های آموزشی
این حوزه از معدود حوزه‌های کشور می‌باشد  که تمامی سطوح حوزه‌های بلند مدت در آن برگزار می‌شود؛ یعنی از پایه اول تا دروس خارج فقه و اصول.